# El carbonero alcalde
El carbonero alcalde es una novela corta de Pedro Antonio de Alarcón, que narra un episodio de la Guerra de la Independencia Española. Se publicó por primera vez en las revistas El Mundo Universal y Época en septiembre de 1859, y posteriormente, dentro de la colección de Historietas nacionales del autor, en 1881.

## Sinopsis
En febrero de 1810, los franceses ocupan la ciudad de Guadix, en la provincia de Granada. El general Godinot despliega sus tropas por los pueblos del partido judicial, para confiscar ganado de carne. La villa de Lapeza, de población indómita, es uno de esos pueblos. Sus vecinos, dirigidos por su alcalde, Manuel Atienza, han fortificado el pueblo con troncos de árbol, y han construido un cañón de madera, que han cargado con metralla de toda clase. Doscientos vecinos, armados sumariamente con viejas escopetas, trabucos, pistolas de chispa, armas blancas, y hondas, se van a enfrentar con una columna francesa de otros tantos soldados, pero dotados de armamento moderno y de caballería.
Se inicia una batalla campal, en medio de la cual, los lugareños disparan su cañón, que estalla en mil pedazos, sembrando el caos. Cada bando pierde la mitad de sus efectivos, y los franceses emprenden la retirada. Godinot se enfurece y ordena que 2.400 de sus hombres lancen el ataque final. Cuando llegan al pueblo, lo encuentran vacío, pues los defensores se han retirado a las montañas, así que toman a los dos únicos rehenes que encuentran, un viejo y un niño. 
Durante el retorno a Guadix, los lapeceños bajan de la montaña y atacan a los franceses, produciéndose una horrible matanza en ambos bandos. El alcalde, herido y rodeado de enemigos prefiere romper su bastón de mando y precipitarse a un precipicio, antes de entregarse.